# University of Limerick Bohemian Rugby Football Club
 UL Bohemian RFC  (ou  University of Limerick Bohemian RFC ) est un club de rugby irlandais basé dans la ville de Limerick, en Irlande qui évolue dans le championnat irlandais de première division.
Le club est affilié à la fédération du Munster et ses joueurs peuvent être sélectionnés pour l’équipe représentative de la région, Munster Rugby.

## Histoire
Le club résulte de la fusion en 1999 du club de Bohemian RFC (fondé en 1922) et de celui de l'Université de Limerick (laquelle fut fondée en 1972).

## Palmarès
- Championnat d'Irlande, Division 2 : 2005
- Championnat d'Irlande, Division 4 : 1995
- Munster Senior League : 2006
  - Finaliste (1) : 2007